# Plosehütte
Die Plosehütte (italienisch Rifugio Città di Bressanone alla Plose) ist eine 2447 m hoch gelegene Schutz- und Skihütte in Südtirol (Italien). Sie befindet sich nahe den Gipfeln der Plose in den zu den Dolomiten gezählten Lüsner Bergen.

## Lage und Umgebung
Die Hütte befindet sich östlich von Brixen im Eisacktal auf der Plose in der Nähe der drei Gipfel. Der Telegraph liegt etwas nördlich, die Pfannspitze und der Gabler sind über die Lüsner Scharte Richtung Osten erreichbar. Zweigt man an der Lüsner Scharte in nördliche Richtung ab, gelangt man nach Lüsen. Auf den Wegen nach Süden kommt man nach Afers.

## Geschichte

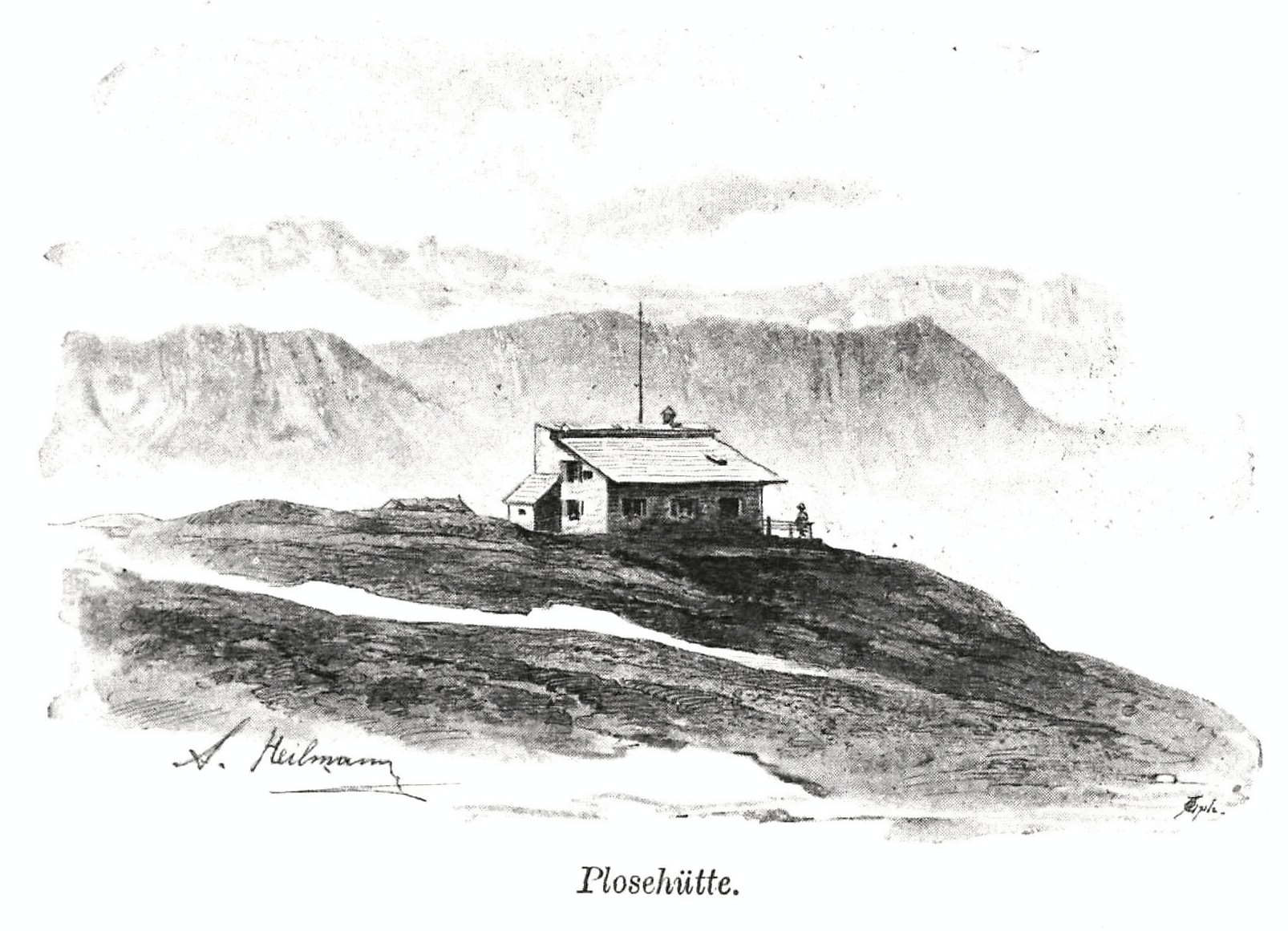
Plosehütte um 1894

1884 fasste die Sektion Brixen des Deutschen und Österreichischen Alpenvereins den Beschluss, auf der Plose eine Schutzhütte zu errichten. Die Einweihung erfolgte 1887, eine erste Erweiterung 1904.
Nach dem Ersten Weltkrieg wurde die Hütte vom italienischen Staat enteignet und der Sektion Brixen des Club Alpino Italiano übergeben. Über die Jahre wurde sie mehrfach umgebaut und deutlich erweitert. Heute liegt sie in einem Skigebiet und wird vor allem von Wintersportlern besucht.